# Хоорикс, Гийом
Гийом Хоорикс (12 апреля 1900, Антверпен — 1983 год) — советский разведчик; псевдоним Билл; по профессии — художник.

## Биография
Являлся участником бельгийской сети Кента с осени 1940 до конца 1942 года. Был женат на Каролине (урождённой Стерк), с которой они развелись до войны. В 1940 году бывшая жена познакомила его со своим любовником Макаровым, который завербовал его и привлёк к работе в качестве информатора и курьера, пользуясь поездками Гийома во Францию по заданиям Красного креста. В феврале 1941 года Гуревич принял его на работу в качестве коммивояжера в фирму Симэкско, что позволило Гийому, как постоянному курьеру, бывавшему в Париже, получать и передавать информацию Гуревича и Треппера.
Хоорикс и его друг Генрих Раух уволились из Симэкско по совету Треппера, желавшего иметь дополнительное прикрытие. Хоорикс, Раух и Шарль Даниельс совместными усилиями создали новую фирму, правление которой находилось в Брюсселе в доме № 192 по улице Руаяль в том же здании, что и Симэкско. В конце 1941 года Хоорикс поддерживал контакт с Реймекером, снабжавшим его документами для членов организации. Анна Старицкая, русская по национальности, была любовницей Хоорикса во время войны. Впоследствии они поженились.
28 декабря 1942 года Хоорикс был арестован в Риксансаре вместе с Раухом. Был отправлен в Маутхаузен, где работал доктором. Был репатриирован в Бельгию 2 июня 1945 года. По окончании войны Хоорикс попытался реорганизовать Симэкско и наладить связь с Треппером. В апреле 1946 года забрал у Клода Спака документы, которые оставили ему на хранение Херш и Мириам Сокол, погибшие в застенках гестапо, но никого не выдавшие. В ноябре 1946 года в Брюссель к нему приезжала бывшая возлюбленная Кента Джорджи де Винтер. В апреле 1947 года Хоорикс имел почтовый адрес в Ницце и поддерживал связь с Шарлем Даниельсом, жившим в бельгийской столице.
Советское посольство в Брюсселе пыталось наладить связь с Хоориксом при помощи Вальтрауд Хегер, падчерицы Рауха.
В 1954 году бельгийским властям стало известно о том, что Хоорикс и его жена Анна Старицкая живут в Париже на проспекте Эмиля Золя в доме 150 и имеют квартиру на улице Кафарели в доме № 14 в Ницце, куда они часто приезжали по причине пошатнувшегося здоровья Гийома. Нередко они наведывались и в Бельгию, где поддерживали связи с рядом семейств белоэмигрантов. Были частыми гостями Никиты Кусова, известного противника коммунизма. В полицейском донесении в 1954 году отмечалось, что Хоорикс подозревается в незаконной разведывательной деятельности. Умер Хоорикс в 1983 году.